# Phacellodomus striaticollis
Phacellodomus striaticollis е вид птица от семейство Furnariidae.

## Разпространение
Видът е разпространен в Аржентина, Боливия, Бразилия, Парагвай и Уругвай.